# أحمد الأول
السلطان أحمد خان الأول  (998 هـ / 18 أبريل 1590 م - 1026 هـ / 22 نوفمبر 1617 م) هو ابن السلطان محمد الثالث بن مراد الثالث بن سليم الثاني بن سليمان القانوني بن سليم الأول بن بايزيد الثاني بن محمد الفاتح بن مراد الثاني بن محمد الأول جلبي بن بايزيد الأول بن مراد الأول بن أورخان غازي بن عثمان بن أرطغرل, وهو السلطان العُثماني الرابع عشر، كان شاعرا وله ديوان مطبوع، يستخدم الاسم الشعري «بختي». وصل إلى الحكم عام 1603 كان عهده عهد حروب وتمردات وثورات. بعد وفاة السلطان أحمد توقف السلاطين عن قتل إخوتهم وأبنائهم وعملوا بمبدأ «الأكبر والأرشد»، بإستثناءات قليلة حدثت بعد ذلك.

## نسبه
هو أحمد خان الأول بن محمد الثالث بن مراد الثالث بن سليم الثاني بن سليمان القانوني بن سليم الأول بن بايزيد الثاني بن محمد الفاتح بن مراد الثاني بن محمد الأول جلبي بن بايزيد الأول بن مراد الأول بن أورخان غازي بن عثمان بن أرطغرل.

## عهده
تولى الحكم سنة 1603م بعد وفاة والده محمد الثالث وهو لا يزال في الثالثة عشرة من عمره، وورث عن أبيه دولة منهكة تحارب على جبهتين بالإضافة إلى التمردات الداخلية، فعلى الجانب الأوروبي كانت الحرب مشتعلة مع النمسا وعلى الجانب الآسيوي كانت الحرب مشتعلة مع الصفويين، بالإضافة إلى إنتشار التمردات في الأناضول باسم «الجلاليين»، وتمرد في مصر من قبل الطوائف العسكرية الراغبة في فرض الإتاوات على الشعب باسم «الطُلبة».
نجح وزيره مراد باشا القويوجي في إنهاء تمردات الجلاليين، كما نجح وزيره الآخر أوكوز محمد باشا في القضاء على فتن الطوائف العسكرية في مصر وإعادة الأمن بها بعد قضائه على المتمردين منهم وكسبه ود المماليك. وكان نجاحه في إقامة الصلح مع النمسا والصفويين قد أراح الشعب والجند من عاتق الحروب المتواصلة.

## أسرته

### زوجاته
1. السلطانة ماه فيروز
2. السلطانة كوسم
3. فاطمة خاصكي خاتون

### أبناؤه وبناته
1. عثمان الثاني (1604-1622) ولد من السلطانة ماه فيروز.
2. شاهزادة محمد (1605-1621) أعدمه شقيقه السلطان عثمان الثاني ولد من السلطانة كوسم.
3. عائشة سلطان (1605-1657) ولدت من السلطانة كوسم.
4. فاطمة سلطان (1606-1670) ولدت من السلطانة كوسم.
5. جوهرخان سلطان (1607-1662) ولدت من السلطانة كوسم.
6. الأمير جيهانكير 1606 وتوفي في نفس العام ولد من خاصكي فاطمة سلطان.
7. خان زاده سلطان (1609-1650) لا يعلم والدتها بالتحديد.
8. الأمير سليم 1611 وتوفي في نفس العام ولد من خاصكي فاطمة سلطان.
9. مراد الرابع (1612-1640) ولد من السلطانة كوسم.
10. الأمير حسن (1612-1615) توفي بمرض الخناق ولد من فاطمة سلطان.
11. شاهزاده بيازيد (1612-1635) ولد من خديجة ماهفيروز سلطان أُعدم شنقا من شقيقه السلطان مراد الرابع عام 1635.
12. عاتكة سلطان (1613-1675) ولدت من السلطانة كوسم.
13. الأمير حسين (1613-1617) ولد من ماهفيروز سلطان مات بسبب مرض غير معروف أُصيب به.
14. شاهزاده قاسم (1614-1638) ولد من السلطانة كوسم أعدم بأمر مراد الرابع.
15. شاهزاده سليمان (1615-1635) ولد من السلطانة كوسم أُعدم بأمر مراد الرابع.
16. إبراهيم الأول (1615-1648) ولد من السلطانة كوسم.
17. عابدة سلطان (1617-1649) ولدت من خاصكي فاطمة سلطان.
أما أبناؤه الذين لا يُعرَف أمهاتهم:
18. خديجة سلطان (1608-1610).
19. الأمير أورهان (1611-1612).
20. أسماء سلطان ولدت عام 1612 وتوفيت في نفس العام.
21. زاهدة سلطان (1617-1619).
22. ميريال سلطان (1617-1619).

## العلاقات مع الغرب
كانت الحرب مستمرة مع النمسا منذ عهد مراد الثالث وأرهقت الطرفين. عهد السلطان إلى الوزير المسن والكفء «قيوجي مراد باشا» بإدارة مفاوضات الصلح مع النمسا. وكان إسترجاع العثمانيين لقلعة «إستركون» الحصينة قد أقنع النمسا باللجوء للسلام، وكان هذا غرض العثمانيين أيضاً للتفرغ للمشاكل الداخلية ولمواجهة الصفويين. وأسفرت المفاوضات عن توقيع معاهدة زيتفاتوروك التي أنهت حالة الحرب المستمرة مع النمسا، وقد نصت هذه المعاهدة على اعتراف الدولة العثمانية لملك النمسا بلقب إمبراطور ويعني هذا أن العثمانية تخلت عن ما سبق ودافع عنه بشده محمد الفاتح وسليمان القانوني في أن إمبراطور أوروبا هو السلطان العثماني. كما ألغت المعاهدة الجزية السنوية المفروضة على النمساويين وإستبدلت بهدية رمزية تقدم للسلطان العثماني كل ثلاث سنوات.
أدخلت هولندا التبغ وطرق استعماله إلى الدولة العثمانية في عهده، فأصدر المفتي فتوى بتحريم استعمال التبغ إلا أنه انتشر سريعاً وأصبح تدخينه أحد ما إشتهر به العثمانيين.
جرت في عهده حروب بحرية بين السفن العثمانية وسفن الدول الأوربية وكانت في الأغلب تنتهى لصالح أوروبا، لكن تمكن القائد خليل باشا من قصف سواحل إيطاليا وأعاد بعض الهيبة للأسطول العثماني، حيث أن مثل هذه الغارات قد انقطعت منذ 30 عاماً. أما فرنسا فقد تم تجديد الامتيازات الممنوحة لها بحيث أصبحت تفوق امتيازات الإنجليز والبنادقة، وأعطي ملك فرنسا حق حماية مسيحي القدس وما حولها.

## الحرب مع الصفويين
كانت نيران الحرب متقدة وحامية الوطيس مع الصفويون، مما شجع بعض القوميات والولايات التي تدور رحا الحرب بقربها على الثورة، ومنها حركة «جان بولاد الكردي» الذي هزم واضطر إلى الفرار إلى إيطاليا وفخر الدين الدرزي. وكان الصفويون قد حققوا نجاحات كبيرة بفضل ثورات الجلاليين في الأناضول والتي أعاقت كثيراً جهود العثمانيين كما عمل الجلاليين كجهاز إستخبارات للصفويين، فنجح الصفويون في استعادة معظم الأراضي التي سقطت في أيدي العثمانيين في عهد مراد الثالث. بعد ذلك، عين السلطان مراد باشا صدراً أعظماً وعهد إليه بحل مشكلتي الجلالية والصفويين. فإنطلق في البداية بجيش إلى الأناضول في 1607 وتخلص من كل الثوار والعصاة ونجح في إعادة الأمن مرة أخرى. ثم انطلق لمحاربة الشاه عباس في 1611 لكنه لم يستطع تحقيق الانتصار عليه، فإنسحب إلى ديار بكر وقرر قضاء الشتاء فيها على أمل معاودة الهجوم في الربيع، لكنه توفي هناك. تولى مكانه نصوح باشا الذي كان ميالاً إلى الصلح، فعاد إلى إسطنبول ووقع مع الصفويين معاهدة الصلح المعروفة باسم معاهدة نصوح باشا ونصت على اعتراف العثمانيين بحق الصفويين في كافة الأراضي التي احتلوها مقابل سدادهم ل200 حمل من الحرير كجزية سنوية. تجدد القتال لاحقاً مع الصفويين بعد تعمد الشاه عباس تأخير الجزية المفروضة عليه. إلا أن جواسيس الشاه عباس في الأوساط العثمانية تمكنوا من كشف خطة العثمانيين وإبلاغه بها، فتمكن من تحقيق الانتصار مرة أخرى عليهم في معركة قرب أردبيل. تجددت المفاوضات مع الشاه عباس نتيجة هذه الهزيمة واتفق على استمرار معاهدة نصوح باشا مع تخفيض الجزية إلى 100 حمل.

## شخصيته
رغم صغر سنه عند توليه حيث لم يتجاوز 14 عاماً، إلا أنه أظهر نبوغاً وحكمة وتصرف وكأنه سلطان بالغ عاقل. أمر بالإبقاء على حياة أخيه الأصغر مصطفى على الرغم من العادة العثمانية في قيام كل سلطان بقتل إخوته عند تولية السلطة. كما قام بنفي جدته صفية سلطان صاحبة النفوذ الكبير في الدولة إلى القصر القديم لمعارضته تدخل النساء في شؤون الحكم. اشتهر بقوته وتمكنه من استعمال كافة أنواع الأسلحة بمهارة وقدرته الفائقة في ركوب الخيل. عُرِف أيضاً بجديته في رئاسة الدولة، فترك عادة سابقيه من السلاطين في عدم حضور جلسات الديوان وترك كل الأمور للوزراء، فدأب على حضور الجلسات بنفسه. كما اشتهر السلطان أيضاً بتدينه الشديد وكان أن أمر بتشييد مسجد يحمل اسمه وأقام مئذنة سابعة في المسجد الحرام بمكة بجانب المآذن الست الموجودة وقتها، وأمر بنقل إحدى الماسات الكبيرة التي كان يمتلكها والده السلطان محمد إلى المدينة وأن توضع بجوار قبر الرسول صلى الله عليه وسلم. وفي عهده بدأ لأول مرة في إرسال كسوة الكعبة من إسطنبول، وكانت سابقاً ترسل كل عام من القاهرة. عُرِف السلطان أحمد أيضاً بكراهيته للخمر واعتداله في أنُسه وملذاته ولم يمل إلى اتخاذ محُظيات كُثر مثل جده السلطان مراد. كان يكثر من الخروج من القصر متنكراً لتفقد أحوال رعيته، وخرج ذات مرة لتفقد بولاير بالقرب من جاليبولي مع أربعة من الحرس فقط. نفر من المرتشين وأعدم في عهده صدرين أعظمين ثبت تلقيهما للرشوة وسوء استغلالهما لنفوذهما.

## من نوادره
يحكى أنه عندما همّ ببناء مسجده أخبره أحد مستشاريه بأن هناك أثر لقدم النبي صلى الله عليه وسلم موجودة بمسجد السلطان قايتباي بمصر وعرض عليه إحضارها لتوضع بمسجده الجديد، فتحمس السلطان لهذا ووافق. وبعد أن أُحضر الأثر إلى إسطنبول رأى السلطان مناماً وكأنه يقف في محكمة للسلاطين يتوسطها النبي محمد صلى الله عليه وسلم، فتقدم السلطان قايتباي إلى الرسول وشكاه أن السلطان أحمد قد أخذ أثر القدم الشريفة من مسجده بعد أن كان قد اشتراها ب400 ألف دينار من بعض الأشراف الذين توارثوها ووضعها في مسجده كي يدعو الناس دائماً له بالخير. فحكم الرسول صلى الله عليه وسلم بإعادة الأثر لمسجد قايتباي. فلما استيقظ السلطان من منامه دعا العلماء وطلب منهم أن يفسروا المنام، فقالوا له «يا مولانا السلطان، إن الرؤية واضحة ولا تحتاج لتفسير» فأمر السلطان بأن يعاد الأثر الشريفة لموضعها.

## وفاته
توفي السلطان أحمد في 1617 بعد أن أصابه ألم شديد في بطنه مصحوبة بنزيف فيما يعتقد أنها التيفوس. كان عند وفاته ما يزال في السابعة والعشرين من عمره. تسببت وفاته في هذه السن الصغيرة في جلوس أبنائه عثمان الثاني ومراد الرابع على العرش في سن صغيرة، وكان هذا مما عرض الدولة لاضطرابات عديدة.

## المعمار في عهد أحمد الأول

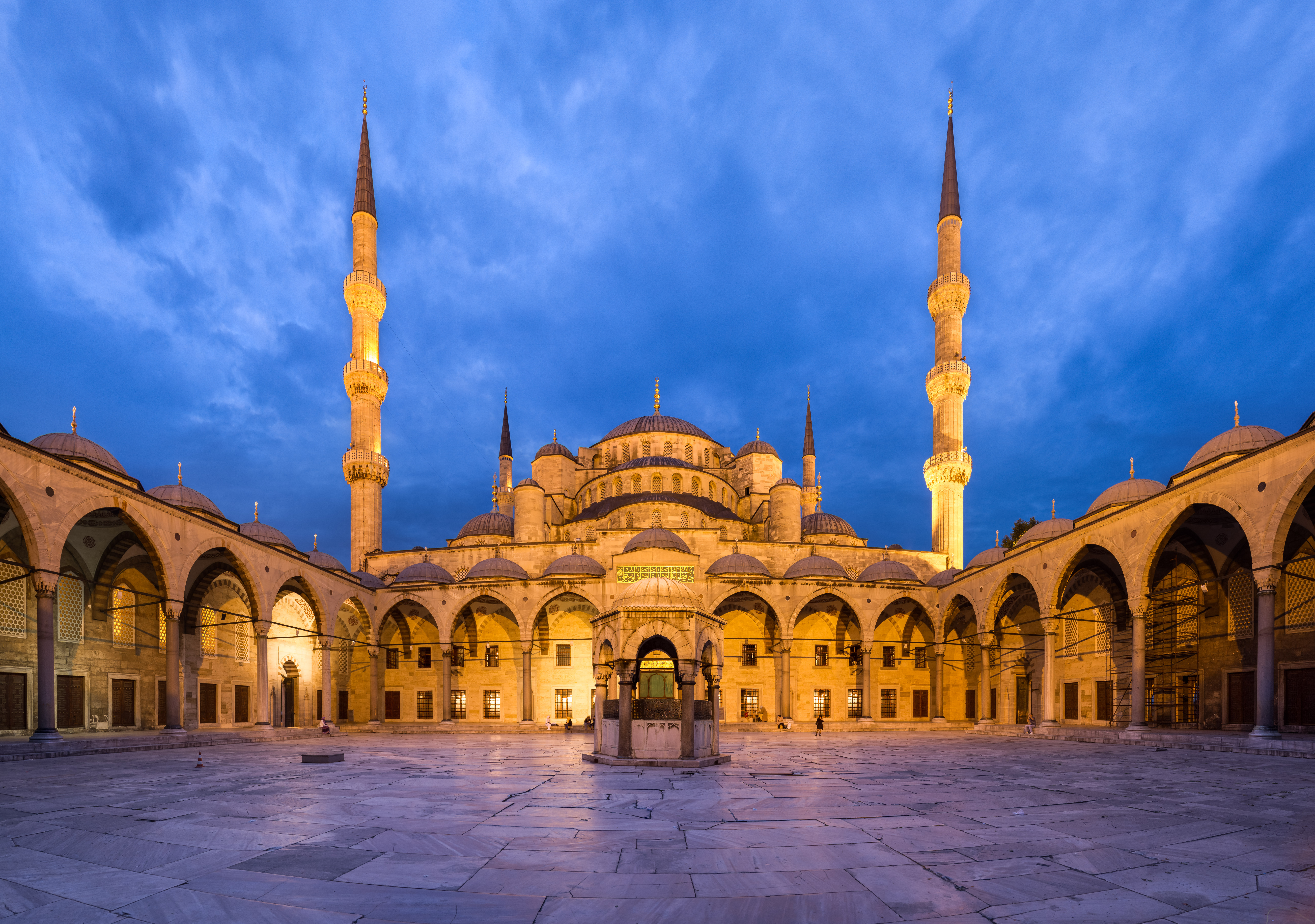
مسجد السلطان أحمد الشهير.

### مسجد السلطان أحمد
في عهده أنشأ واحدا من أهم رموز الخلافة العثمانية وهو مسجد السلطان أحمد وهو يعرف في الغرب باسم المسجد الأزرق لنقوشه الزرقاء الأخاذة.

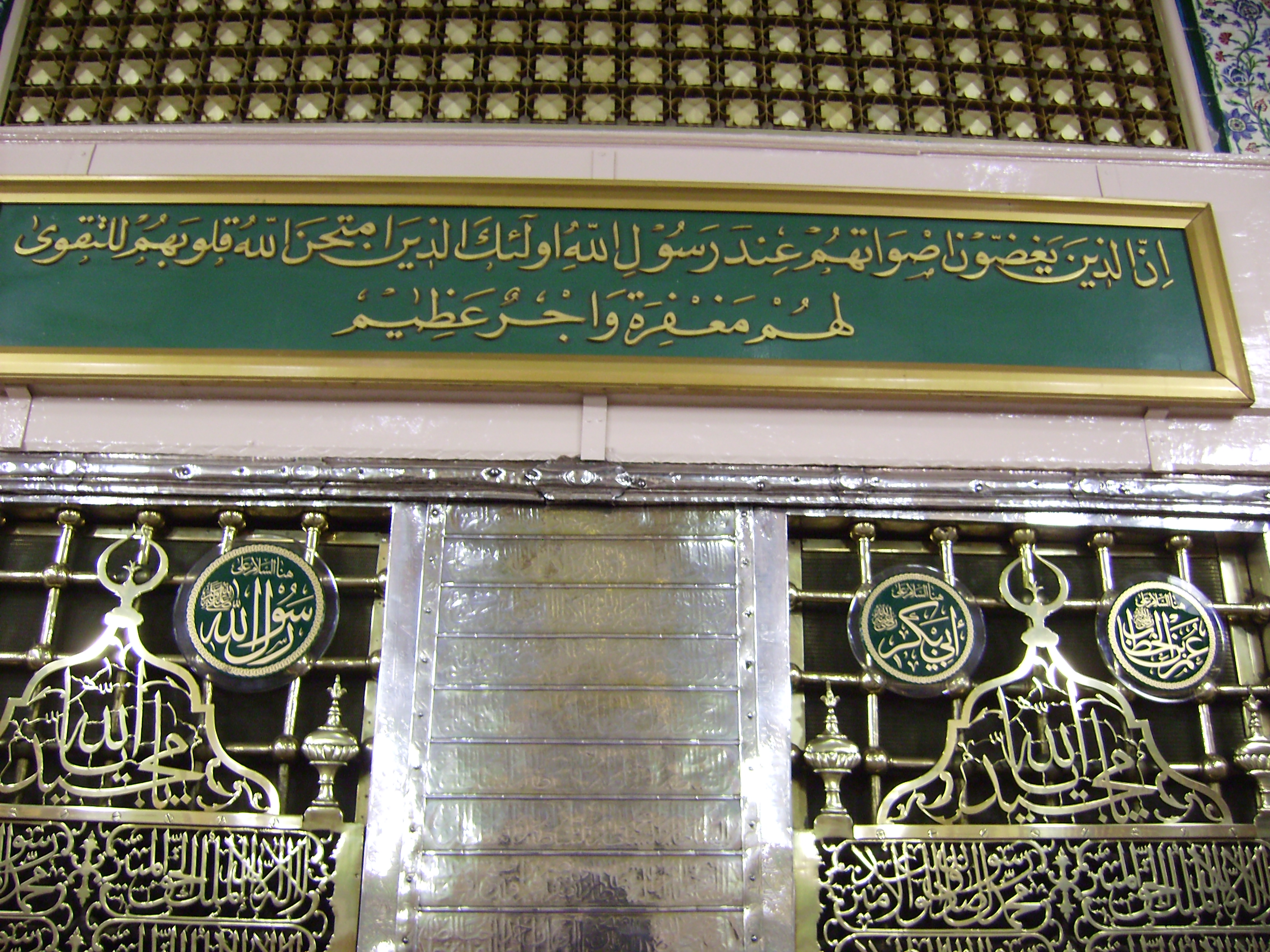
واجهة ضريح النبي محمد وأبي بكر وعمر داخل المسجد النبوي. وعليه لوحة من الفضة هدية من السلطان العثماني أحمد الأول في القرن 11 هجري وضعت فوق باب التوبة في المواجهة الشريفة.

وفي واجهة ضريح النبي محمد وأبي بكر وعمر داخل المسجد النبوي عليها لوحة من الفضة هدية من السلطان العثماني أحمد الأول في القرن 11 هجري وضعت فوق باب التوبة في المواجهة الشريفة
لوحة الفضة في المواجهة عليها ثبت مؤرخا في 1026 هجري غير واضح الآن شبه مطموس وهذا نصه:
بسم الله الرحمن الرحيم: نبئ عبادي أني أنا الغفور الرحيم. يا أيها النبي إنا أرسلناك شاهدا ومبشرا ونذيرا وداعيا إلى الله بإذنه وسراجا منيرا وبشر المؤمنين بأن لهم من الله فضلا كبيرا. اللهم يارحمن بجاه هذا النبي الكريم اغفر لعبدك المنقاد لأحكام شريعة نبيك العظيم السلطان أحمد بن السلطان محمد بن السلطان مراد السلطان بن السلطان سليم بن السلطان سليمان بن السلطان سليم بن السلطان بايزيد ابن السلطان محمد بن السلطان مراد بن السلطان بايزيد بن السلطان مراد بن السلطان أورخان بن السلطان عثمان نصره الله نصرا عزيزا وفتح له فتحا مبينا. و«تاريخ الإهداء بحساب الجمل» ألهمت في تاريخه أهداه حبا خالصا 1026هـ. وكذلك كتب على جانبي اللوح لا إله إلا الله الملك الحق المبين محمد رسول الله الصادق الوعد الأمين.

## روابط خارجية
- أحمد الأول على موقع الموسوعة البريطانية (الإنجليزية)
- أحمد الأول على موقع الموسوعة البريطانية (الإنجليزية)
- أحمد الأول على موقع ميوزك برينز (الإنجليزية)